# アレクサンダー・サルキンド
アレクサンダー・サルキンド（Alexander Salkind, 1921年6月2日 - 1997年3月8日）は、映画プロデューサーである。

## 生い立ちとキャリア
自由都市ダンツィヒで生まれる。父のマイケル・サルキンドも映画プロデューサーであった。家族でフランスに移った後、映画プロデューサーとなり、ヨーロッパやハリウッドで活動する。
『三銃士』、『スーパーマン』などを手がけた。
1997年にヌイイ＝シュル＝セーヌで亡くなった。
息子のイリヤ・サルキンドも映画プロデューサーである。

## 主なフィルモグラフィ
- キートンの月ロケット El moderno Barba Azul (1946) 製作・プレゼンター
- ナポレオン/アウステルリッツの戦い Austerlitz (1960) 製作・プレゼンター
- 星空 Ballad in Blue (1964) 製作総指揮・プレゼンター
- 殺し Kill! (1971) 製作・プレゼンター
- 三銃士 The Three Musketeers (1973) 製作・プレゼンター
- 四銃士 The Four Musketeers (1974) 製作・プレゼンター
- ブルース・ダーンの ザ・ツイスト Folies bourgeoises (1976) プレゼンター
- スーパーマン Superman (1978) プレゼンター
- スーパーマンII Superman II (1980) プレゼンター
- スーパーマンIII Superman III (1983) プレゼンター
- スーパーガール Supergirl (1984) プレゼンター
- コロンブス Christopher Columbus: The Discovery (1992) プレゼンター